# Smittina monacha
Smittina monacha är en mossdjursart som först beskrevs av Jullien 1888.  Smittina monacha ingår i släktet Smittina och familjen Smittinidae. Inga underarter finns listade i Catalogue of Life.